# 德国信义会
德国信义会（德語：Berliner Missionswerk），又译巴陵会、德国信义会柏林教会，是一个属于信义宗的德国传教组织，最初由一批普鲁士传教士于1824年成立于柏林。该会向海外传教的地区是：南非、东非、和中国。最初在中国广东开展传教活动，后来扩展到山东和江西地区。
1919年，德国信义会差会在华传教士49人，在各省分布情况如下：
1. 广东35人
2. 山东12人
3. 江西2人

1919年德国信义会在华受餐信徒6012人，在各省分布情况如下：
1. 广东5225人
2. 江西399人
3. 山东388人

## 有关维基条目
- 基督教在华差会